# Phomopsis prunorum
Phomopsis prunorum (Cooke) Grove – gatunek grzybów z rzędu Diaporthales. U niektórych drzew owocowych powoduje chorobę o nazwie zgorzel pędów drzew owocowych.

## Charakterystyka
Grzyb mikroskopijny. Kultury Phomopsis prunorum na PDA w 22 °C w ciemności rosną szybko. Początkowo są białe, ale około 30 dni po zaszczepieniu stają się szare z powodu tworzenia się pyknidiów zawierających zarodniki α i β. Zarodniki α są krótkie, elipsoidalne, o wymiarach 8 do 10 × 2 do 3 μm, zarodniki β są długie (22 do 25 × 1 do 2 μm).

## Systematyka
Pozycja w klasyfikacji według Index FungorumPhomopsis, Diaporthaceae, Diaporthales, Diaporthomycetidae, Sordariomycetes, Pezizomycotina, Ascomycota, Fungii.
Po raz pierwszy gatunek ten opisał w 1885 r. Mordecai Cubitt Cooke. Obecną, uznaną przez Index Fungorum nazwę nadał mu William Bywater Grove w 1917 r.
Synonimy:
- Phoma mali Schulzer & Sacc. 1884
- Phoma prunorum Cooke 1885
- Phomopsis mali Roberts 1912
- Phomopsis mali (Schulzer & Sacc.) Died. 1912[4].